# Meinrad II de Hohenzollern-Sigmaringen
Titre
Prince de Hohenzollern-Sigmaringen
13 août 1689 – 20 octobre 1715
(26 ans, 2 mois et 7 jours)
Meinrad II de Hohenzollern-Sigmaringen (en allemand : Meinrad II Karl Anton von Hohenzollern-Sigmaringen) né à Sigmaringen le 1er novembre 1673 est décédé à Sigmaringen le 20 octobre 1715 est un membre de la maison de Hohenzollern-Sigmaringen. Il est Prince souverain de Hohenzollern-Sigmaringen de 1689 (sous tutelle jusqu'en 1698) à 1715 et prince de Haigerloch à partir de 1702

## Famille
Il est le fils aîné et le quatrième des douze enfants de Maximilien Ier de Hohenzollern-Sigmaringen et de Marie-Claire comtesse von Berg.

### Mariage et descendance
Le 22 novembre 1700, Meinrad II de Hohenzollern-Sigmaringen épouse Jeanne de Montfort (9 octobre 1678 - Sigmaringen 26 janvier 1759), fille d'Antoine II comte de Montfort et de Marie-Victoire, comtesse von Spaur und Flavon.
Quatre enfants sont nés de cette union  :
- Joseph (Joseph Franz Ernst Meinrad Karl Anton) de Hohenzollern-Sigmaringen, prince de Hohenzollern-Sigmaringen (Sigmaringen 24 mai 1702 - Haigerloch 8 décembre 1769) ;
- François Guillaume (Franz Wilhelm Nikolaus) de Hohenzollern-Sigmaringen, prince de Hohenzollern-Berg, (Sigmaringen 6 décembre 1704 - Boxmeer 23 février 1737) qui épouse à s'-Heerenberg le 10 mai 1724 Marie-Catherine, comtesse de Waldbourg-Zeil (Zeil 28 septembre 1702 - Boxmeer 24 février 1739), fille de Jean-Christophe, Comte de Waldbourg-Zeil et de Marie-Françoise-Isabelle, comtesse de Montfort, dont il eut trois enfants ;
- Marie-Anne (Maria Anna Elisabeth) de Hohenzollern-Sigmaringen (Sigmaringen 30 septembre 1707 - Buchau 12 février 1783), religieuse à Buchau ;
- Charles (Karl Wolfgang Ludwig Anton) de Hohenzollern-Sigmaringen (Sigmaringen 31 octobre 1708 - Sigmaringen 13 décembre 1709).

Meinrad II de Hohenzollern-Sigmaringen succède à son père en 1689.

## Généalogie
Meinrad II de Hohenzollern-Sigmaringen appartient à la lignée de Hohenzollern-Sigmaringen issue de la quatrième branche, elle-même issue de la première branche de la Maison de Hohenzollern. Cette lignée appartient à la branche souabe de la dynastie de Hohenzollern, elle donna des rois à la Roumanie. Meinrad II de Hohenzollern-Sigmaringen est l'ascendant de Michel Ier de Roumanie.